# Miracle of Chile
Miracle of Chile (sv: det chilenska undret) var en term den marknadsliberala nobelpristagaren och ekonomen Milton Friedman använde för att beskriva den nyliberala rekonstruktionen av den chilenska ekonomin, som tog sin början under Augusto Pinochets militärdiktatur, med hjälp av Chicago Boys, och som fortsatt fram inpå 2000-talet, och de påstådda fördelarna med hans syn på ekonomisk liberalism. Friedman har framfört: 
| ” | Chilean economy did very well, but more important, in the end the central government, the military junta, was replaced by a democratic society. So the really important thing about the Chilean business is that free markets did work their way in bringing about a free society. | „ |

Andra ekonomer, såsom Amartya Sen, menar snarare att det chilenska experimentet, under tidsperioden för implementeringen av den pura/rena monetarismen åren 1975 till 1983, visar på misslyckandet med den Friedmanska ekonomiska liberalismen. Amartya Sen framför i sin bok Hunger and Public Action:
| ” | The so-called "monetarist experiment" which lasted until 1982 in its pure form, has been the object of much controversy, but few have claimed it to be a success...The most conspicuous feature of the post 1973 period is that of considerable instability...no firm and consistent upward trend (to say the least). | „ |

Den ekonomiska tillväxten kom först efter senare reformer, och de sociala indikatorerna var fortsatt svaga. Militärdiktaturen gjorde den impopulära[källa behövs] omorienteringen av ekonomin möjlig genom en repressiv politik mot dem som motsatte sig den.